# Yu-Gi-Oh!

Yu-Gi-Oh! card example.

Yu-Gi-Oh! (遊☆戯☆王 Yū☆gi☆ō?, lit. "Game King") este o serie manga japoneză creată de Kazuki Takahashi, care a dat naștere unei francize ce include mai multe serii anime, un joc de cărți și numeroase jocuri video. Cele mai multe "reîncarnări" ale francizei implicä jocul de cărți numit Monștrii Duelului, unde fiecare jucător folosește cărți pentru a-și distruge adversarul.
Tipuri

## Anime-ul japonez
Yu-Gi-Oh! Monștrii Duelului (Duel Monsters)
Această este seria care a introdus Yu-Gi-Oh! în vestul lumii. Produs de Nihon Ad Systems, a fost difuzat pentru prima dată la TV Tokyo pe 18 aprilie 2000, iar mai târziu a fost tradus în peste 20 de limbi și a fost difuzat în peste 60 de țări. A fost în principal bazată pe volumul cel de-al optălea volum din manga Yu-Gi Oh!, seria și-a încheiat cele 224 de episoade în Japonia, pe data de 29 septembrie 2004.
Yu-Gi Oh! Monstrii Duelului GX (Duel Monsters GX)
Cunoscut și ca Yu-Gi-Oh GX, este un anime desprins din franciza originală Yu-Gi-Oh!, cu un nou protagonist, Judai Yuki (numit Jaden Yuki în versiunea din S.U.A), și o noua poveste, totuși, Yugi apare în primul episod, dăruindu-i lui Judai o carte (Winged Kuriboh, sau Kuriboh Inaripat)."GX"-ul din titlu înseamna Generation Next (Generatia Următoare). Subiectul acestei serii se concentrează asupra vieții într-o școala pentru tinerii dueliști, cunoscută ca Duel Academy (Academia Duelului). De asemenea, produsă de NAS, a fost prima dată difuzata la TV Tokyo pe data de 6 octombrie 2004. Seria a încheiat cele 180 de episoade, în Japonia, pe 26 martie 2008.
Yu-Gi Oh! 5D's
Este un alt anime desprins din franciza Yu-Gi-Oh!, cu un protagonist nou, Yusei Fudou, și un nou scenariu, bazat pe 5 cărti dragon (de unde se pare că provine și titlul, 5D's venind de la 5Dragon's). a apărut pe 2 aprilie 2008 la TV Tokyo, Seria a incheiat cele 154 de episoade în Japonia, pe 30 martie 2011.
Versiunea în limba engleză a animeului
Aceasta este făcută de 4Kids Entertainment, care obține pe 8 mai 2001, de la Konami, drepturile de difuzare a YGO pentru S.U.A. Aici este divizat în mai multe sezoane:
■ sezonul 1 - Duelist Kingdom - (episoadele 1-49) Difuzat între 29 septembrie 2001 - 9 noiembrie 2002.
■ sezonul 2 - Battle City - (episoadele 50-97) Difuzat între 16 noiembrie 2002 - 1 noiembrie 2003.
■ sezonul 3 - Enter the Shadow Realm - (episoadele 98-144) Difuzat între 1 noiembrie 2003 - 4 septembrie 2004.
■ sezonul 4 - Waking the Dragons - (episoadele 145-184) Difuzat între 11 septembrie 2004 - 28 mai 2005.
■ sezonul 5 - Difuzat între 27 august 2005 - 10 iunie 2006. Acesta este împărțită în două părți: 
□ 5a-KC Grand Championship (KC Grand Prix) - (episoadele 185-198)
□ 5b-Dawn of the Duel - (episoadele 199-224)